# Municipio de Washington (condado de Decatur)
El municipio de Washington (en inglés: Washington Township) es un municipio ubicado en el condado de Decatur en el estado estadounidense de Indiana. En el año 2010 tenía una población de 13304 habitantes y una densidad poblacional de 93 personas por km².

## Geografía
El municipio de Washington se encuentra ubicado en las coordenadas 39°20′14″N 85°28′22″O / 39.33722, -85.47278. Según la Oficina del Censo de los Estados Unidos, el municipio tiene una superficie total de 143.06 km², de la cual 142.62 km² corresponden a tierra firme y (0.3%) 0.44 km² es agua.

## Demografía
Según el censo de 2010, había 13304 personas residiendo en el municipio de Washington. La densidad de población era de 93 hab./km². De los 13304 habitantes, el municipio de Washington estaba compuesto por el 96.25% blancos, el 0.47% eran afroamericanos, el 0.2% eran amerindios, el 1.22% eran asiáticos, el 0.05% eran isleños del Pacífico, el 0.91% eran de otras razas y el 0.9% pertenecían a dos o más razas. Del total de la población el 2.33% eran hispanos o latinos de cualquier raza.